# Дейв Уодінгтон
Дейв Уодінгтон (англ. Dave Waddington, нар. 5 жовтня 1952) — колишній паверліфтер і стронґмен з Огайо, США.

## Біографія
Дейв Уодінгтон народився 5 жовтня 1952 року в місті Сандаскі, штат Огайо. Він закінчив середню школу міста Сандаскі.
Уодінгтон змагалися у трьох змагання Найсильніша людина світу. Найвище досягнення — 3-тє місце, яке він розділив з Біллом Казмаєром і Джеффом Капесом.
Як пауерліфтер, Дейв Уодінгтон у змаганнях супервашовиків під егідою IPF в 1980 році, але був дискваліфікований, а титул перейшов Дойлу Кенеді. Наступного року, 13 червня 1981 Уодінгтон встановив рекорд з вагою близькл 1000 кг.
Кар'єру професіонала закінчив у 2011 році.

## Особисте життя
Уодінгтон є завзятим гравцем у гольф. Має одного сина. Шанувальник Грін-Бей Пекерс.